# Галка
Га́лка (лат. Coloeus monedula, syn. Corvus monedula) — птица, один из наиболее мелких представителей семейства врановых. Традиционно этот вид включали в род воронов (Corvus), современные исследователи относят галку к роду Coloeus.
Галка распространена в Западной Евразии и Северной Африке, концентрируясь большей частью в некрупных населённых пунктах, где старые каменные постройки соседствуют с лугами, полями, кладбищами и прочими открытыми пространствами. Природные места обитания — песчаные обрывы, скалы, редколесья.
Характерные признаки птицы: чёрное с тёмно-серым оперение, блестящие крылья и хвост, относительно небольшой клюв, голубовато-белые глаза. Наиболее известный крик: громкое и благозвучное «кай» или «кьяа». Галка часто образует стаи, в том числе в сообществе воро́н, грачей, скворцов и других общественных птиц. Каждая особь всегда держится вместе с партнёром или партнёршей, сохраняя супружескую верность в течение жизни. Гнездится парами или группами во всевозможных нишах, чаще расположенных в каменных частях строений. Кормится в садах, парках; поймах, вылетает на окрестные огороды и сельхозугодья. Осенью и зимой кочует большими группами, выискивая корм на фермах и городских улицах. Питание смешанное, с уклоном на животные корма летом и растительные зимой.
Галка привлекает внимание человека с древних времён, о чём свидетельствуют многочисленные античные и средневековые источники. Своё отражение в культуре нашли такие характеристики птицы, как склонность селиться вблизи человека, страсть к блестящим вещам, общительность и приручаемость.

## Этимология
Согласно наиболее устоявшейся гипотезе, русское слово «галка» (др.-рус. галъка) восходит к праслав. *galъ «чёрный». В русских диалектах этим словом также называют ворону или другую птицу с чёрным оперением — например, чёрную курицу, а также темноволосого человека и непогасшую головню. По другой версии, которой, в частности, придерживался Леонид Булаховский, слово «галка» имеет звукоподражательное происхождение.
Латинское название галки — monedula — в древности выводили от moneta «деньги, монета» и edo «я ем». В поэме Овидия «Метаморфозы» рассказывается о греческой принцессе Арне Сифн, предавшей свою страну за мзду критскому царю Миносу и за этот проступок превращённую в птицу. Однако А. Вальде отмечает, что moneta стало означать «монета», вероятно лишь со времён империи, в то время, как monedula зафиксировано уже у Плавта (в форме monerula с диалектным переходом d > r). По мнению немецкого учёного, monedula может восходить к *moni-edula «поедательница драгоценных камней», ср. monile «ожерелье, драгоценности» (от пра-и.е. *mono- «шея»).

## Систематика
Галка — один из множества видов, описанных шведским врачом и натуралистом Карлом Линнеем в 10-м издании его работы «Система природы» (1758), условная дата опубликования которой принята за исходный пункт зоологической номенклатуры. Видовое название, присвоенное автором, — monedula — изначально применялось в латинском языке в качестве названия этой птицы; его также использовали в своих описаниях предшественники Линнея Улисс Альдрованди (1599) и Фрэнсис Уиллоби (1676). Другим латинским словом corvus, перекочевавшим в название рода, римляне называли во́рона. В 1829 году Иоганн Кауп предложил выделить галку в новый род Coloeus (от др.-греч. κολοιός, которым обозначали галку жители Древней Греции), однако это обособление до недавнего времени не считалось общепризнанным, хотя и принималось в ряде публикаций.
В 2000 году сотрудники Биолого-почвенного института ДВО РАН (Владивосток, Россия), сравнив митохондриальную ДНК нескольких видов, пришли к выводу об обособленном положении описываемого вида относительно остальных представителей рода Corvus (во́рон). Помимо генетических особенностей, галка также заметно отличается от них по морфологическим и поведенческим характеристикам, в частности более тонким клювом и привычкой гнездиться в нишах. По результатам работы ряд орнитологов, в частности Памела Расмуссен, согласились выделить галку и близкородственную ей даурскую галку в обособленный род Coloeus. Другое филогенетическое исследование, проведённое в 2007 году группой австрийских и российских учёных, сравнило последовательности контрольных участков мтДНК нескольких врановых птиц. Генетики пришли к выводу, что оба вида галок (обыкновенная и даурская) находятся в базальной части клады исследуемой группы. Позднее Международный союз орнитологов официально включил названия Coloeus monedula и Coloeus dauuricus в свой периодически обновляемый список видов птиц. Новое систематическое положение всё же не является общепризнанным: например, Международный союз охраны природы придерживается традиционной классификации.
Известны случаи скрещивания галки и даурской галки на Алтае, в Южной Сибири и Монголии. Выделяют четыре подвида описываемого вида, разница между которыми проявляется в варьировании тональности общей окраски оперения, в степени развития светлой окраски на боках шеи и в общих размерах.

## Описание

### Внешний вид
Галка значительно мельче воро́н, но крупнее даурской галки, при этом обладает достаточно плотным сложением.
Общая длина 34—39 см, масса 136—265 г, размах крыльев 65—74 см. Издалека выглядит полностью чёрной, и обыватель может принять её за небольшую ворону. Клюв относительно короткий, коренастый, частично покрыт жёсткими щетинками-вибриссами. Хвост средней длины, закруглённый. У возбуждённой птицы на затылке может появиться небольшой хохолок взъерошенных перьев.
Голова, грудь и спина преимущественно шиферно-серые, с более светлыми серебристыми пятнами на затылке и щеках. Крылья и хвост чёрные, с пурпурным (у подвидов C. m. monedula и C. m. spermologus) или синим (C. m. cirtensis, C. m. soemmerringii) отливом. Клюв и ноги чёрные. Радужина голубовато-белая, зрачок чёрный. Половые различия в окраске не проявляются, однако у самцов оперение головы с возрастом и перед линькой теряет насыщенность красок больше, нежели чем у самок. Молодые птицы отличаются буроватой, более тусклой окраской оперения без металлического блеска и размытыми границами.
Географические различия в размерах незначительны. Подвиды C. m. monedula и C. m. soemmerringii, распространённые в Восточной Европе, Западной Сибири и Передней Азии, выделяются светлыми полосами на боках шеи — так называемым «ошейником».

### Голос
Шумная птица. Наиболее частый крик, используемый как для коммуникации, так и для привлечения внимания — энергичное и довольно мелодичное «кай» или «кьяа», как правило, повторяемое 7—8 раз подряд. В других вариантах воспроизведение может быть более резким «кьяк» или растянутым «кьярр». Во второй половине лета можно услышать звуки, издаваемые слётками — менее благозвучные в сравнении со звуками взрослых, скорее напоминающие резкий клёкот клушицы: «чиа» или «чиаа». Георгий Дементьев и Николай Гладков в многотомнике «Птицы СССР» приводят ещё одну транскрипцию основной позывки — «гал-ка…гал-ка».

## Распространение

### Ареал
Галка обитает на обширной территории Палеарктики от атлантического побережья Европы и гор северо-западной Африки к востоку до долины Енисея, Бирюсы, Западного Саяна, северо-восточного и центрального Алтая, Монгольского Алтая, Восточного Тянь-Шаня и северо-западных Гималаев. В Европе представлена почти повсеместно, за исключением северной Скандинавии, Финляндии севернее Оулу, высокогорной тундры и ряда островов Средиземного моря. Кроме того, птица избегает обширных болот и полностью открытых пространств. В России граница ареала примерно соответствует южной окраине северной тайги: галка гнездится в европейской части к северу до 65°, в азиатской — к северу до 62° с. ш. Южная периферия области распространения находится в северной Сирии, северном Ираке, Иране (Загрос, Туркмено-Хорасанские горы), Афганистане (Среднеафганские горы), северо-западном Китае (подножия Гималаев, западный Куньлунь, Восточный Тянь-Шань). Местами многочисленна и даже обычна, особенно в пределах населённых пунктов.

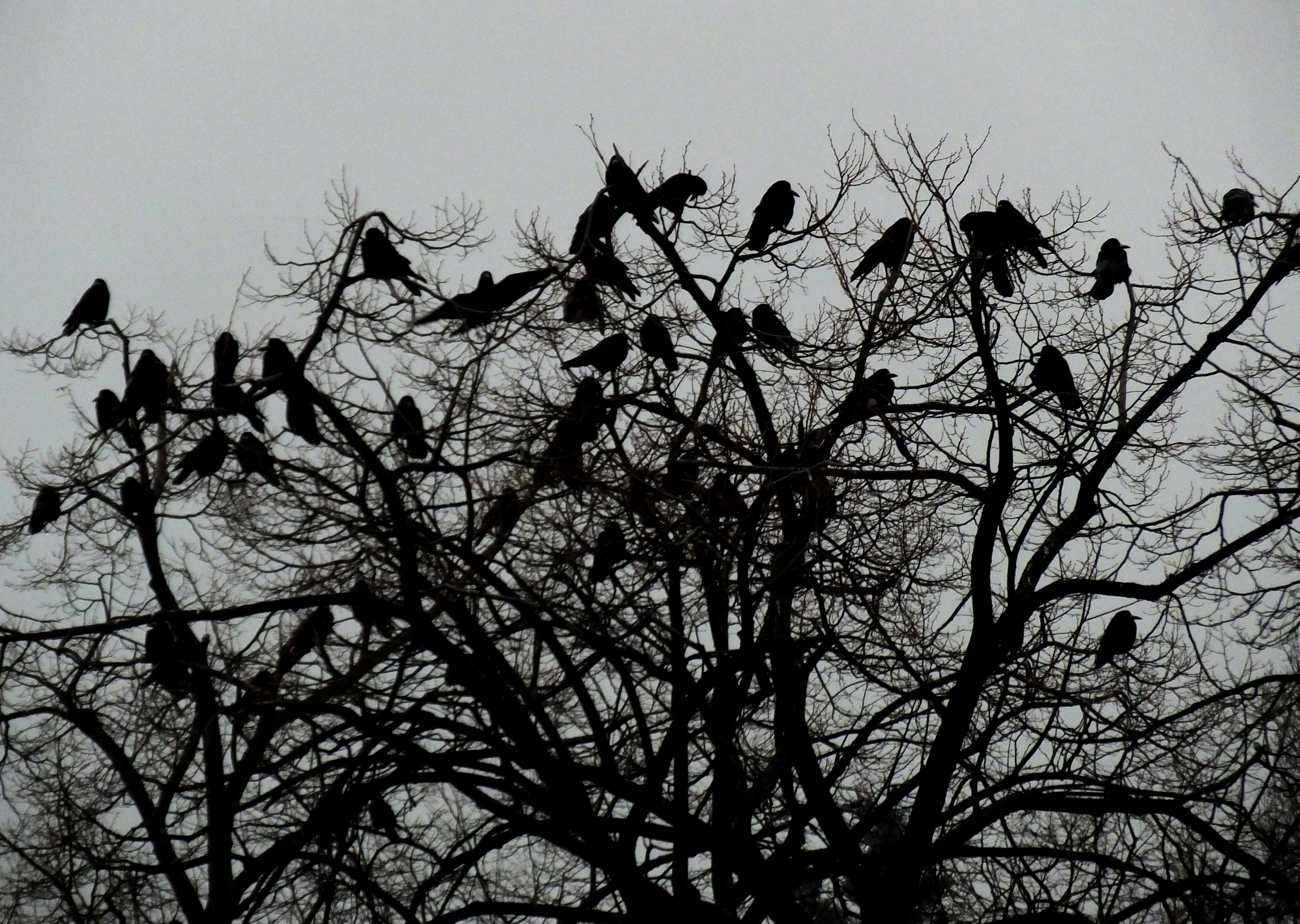
Зимой галки кочуют по населённым пунктам и фермам, ночуя на деревьях вместе с воронами и грачами

По предварительным оценкам Международного союза охраны природы, общая численность галок в мире может составлять от 21,1 до 90 млн особей, из которых от 50 до 74 % гнездятся на территории Европы.

### Характер пребывания
Северные и восточные популяции частично или полностью перелётные, причём склонность к сезонной миграции возрастает с юга на север и с запада на восток. Профессор Лундского университета Томас Алерстам (Thomas Alerstam), многие годы посвятивший изучению миграции птиц, в своей книге приводит пример перемещения галок в Северной Европе. В Англии и Франции, пишет автор, галки оседлы. В Бельгии, Нидерландах и Дании галки тоже по большей части оседлы, но небольшой процент молодых особей во время холодов всё же устремляется в южную Англию и северную Францию. В Финляндии обратная ситуация: большая часть популяции покидает гнездовья и перемещается в ту же Англию и Францию, в то время как небольшая часть старых птиц остаётся зимовать дома. В результате зимой на северо-западе Европы скапливается огромная масса галок из самых разных уголков Европы.
Российские орнитологи А. С. Мальчевский и Ю. Б. Пукинский, в свою очередь, на примере Ленинградской области обращают внимание на кочевой образ жизни птиц в осенне-зимний период: большие стаи внезапно появляются в небольших населённых пунктах и пригородах Санкт-Петербурга и спустя несколько дней так же внезапно исчезают. В Западной Сибири и на большей части Казахстана галки уже типично перелётные птицы, зимуют в районе Прикаспийской низменности (в частности, в низовьях Урала) и в долинах Тянь-Шаня на западе Китая. Птицы были также отмечены в Пакистане в городе Кветта и у подножий Гималаев. Время от времени появляются сообщения о залётах галок ещё дальше: в Ливан, Сирию и северо-западную Индию. Периодическая склонность к рассеиванию приводит к тому, что галок нередко встречают далеко за пределами их природного ареала: в Исландии, на Фарерских, Азорских, Балеарских и Канарских островах, на Корсике, в Мавритании, Тунисе, Тибете и Японии (на Хоккайдо). В 1980-е годы птиц наблюдали вдоль атлантического побережья Северной Америки от Квебека до Пенсильвании.

### Места обитания

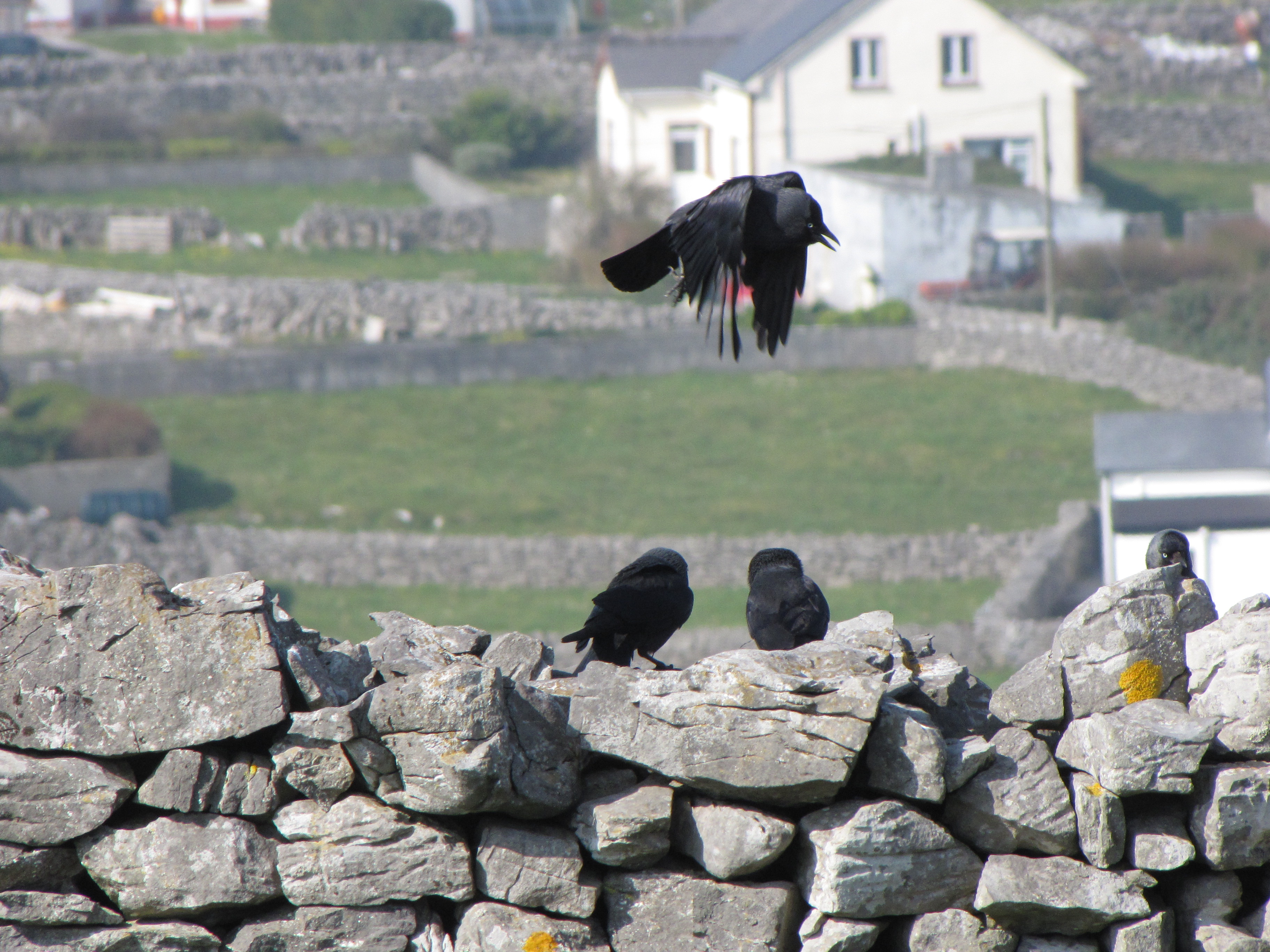
Наибольшая плотность поселений галки отмечена в небольших населённых пунктах, где старые каменные постройки соседствуют с открытыми пространствами

В наше время галка считается преимущественно синантропным организмом: её численность в городах и агроландшафтах значительно превышает численность за их пределами. Синантропизированные популяции галок возникли давно, но в различных частях своего ареала птицы по-разному связаны с урбоценозами. В Западной Европе документальные сведения о гнездовании галок в городах известны начиная с XII века. Привязанность к каменным постройкам свидетельствует об изначальных биотопах этой птицы: в дикой природе она селится вдоль обрывистых берегов рек, на скалистых морских побережьях, в горных ландшафтах, иногда в разреженных лесах с обилием старых дуплистых деревьев. При этом она практически отсутствует как в глубине сплошных лесных массивов, так и в голой степи. В Кашмире негнездящихся галок видели на высоте около 3500 м над уровнем моря.
Городское строительство, особенно каменное, благоприятно сказалось на численности вида. Особенно много птиц там, где имеются старые или полуразрушенные постройки, колокольни, часовни, здания вокзалов и разнообразные хозяйственные сооружения: мосты, водонапорные башни, кирпичные трубы, бетонные опоры линий электропередач и т. п. Для устройства гнезда галка нуждается в укрытиях, отсюда понятна неравномерность её распределения по районам города: наиболее многочисленна она в районах пятиэтажных застроек с вентиляционными отверстиями под крышами домов, с чердаками. В кварталах панельных и блочных застроек для галок нет подходящих мест гнездования. Кормятся птицы на открытых местах: в поймах рек, в городских скверах, садах, парках, на кладбищах, возле свалок и мусорных куч. Если на территории парка имеется дуплистое дерево, в нём также может устроить гнездо птица.
Периоды экономического упадка напрямую сказываются на благополучии птиц. Например, в полуразрушенном после войны Ленинграде количество галок резко возросло, поскольку появились новые подходящие для гнездования пустоты. С другой стороны, резкое сокращение пищевых отбросов в СССР во второй половине 1980-х — начале 1990-х годов (времена Перестройки) привело к исчезновению многих урбанизированных поселений.

## Образ жизни

### Социальное поведение
Галка — полуколониальная птица: при наличии свободного места гнездится плотными поселениями от нескольких единиц до нескольких десятков пар. В любое время года и на разных этапах жизненного цикла — размножении, кормёжке или отдыхе — птицу можно встретить в сообществе других видов: голубей, воробьёв, грачей, скворцов, ворон. Осенью и зимой многие особи объединяются в стаи, которые переходят на кочевой образ жизни, концентрируясь в местах изобилия корма. Днём группы рассеиваются в поисках пищи, ночью объединяются на ночлег. Ночуют в нишах либо на высоких деревьях вместе с воронами. В местах массового скопления количество птиц в смешанной стае может достигать нескольких сотен и даже тысяч особей.

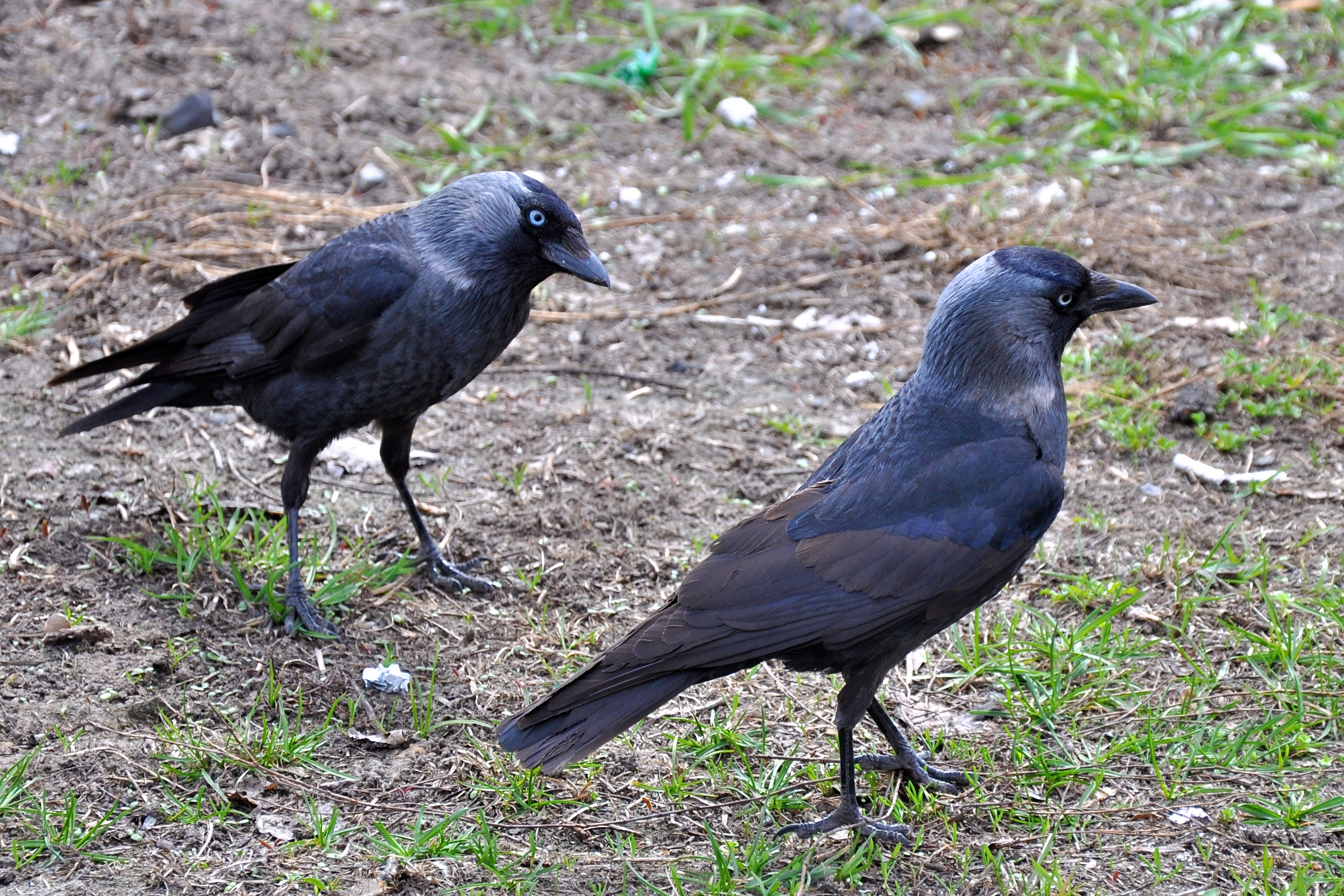
Характерная поза птицы слева выдаёт её агрессивное (доминантное) отношение к соседке

Высокая степень социализации проявляется не только в совместном гнездовании и поиске корма, но и в сложном поведении внутри группы. Внутри гнездовой колонии всегда присутствуют элементы многоступенчатой иерархии, причём агрессия проявляется лишь по отношению к птицам следующей нижестоящей группы, но не к остальным, стоящим за ними («Вассал моего вассала — не мой вассал»). На вершине доминантной пирамиды всегда находится сожительствующая пара птиц, и если одному самцу удаётся вытеснить вожака, то его партнёрша занимает столь же высокое положение независимо от того, какое положение она занимала ранее. Поза одновременно уверенности в себе и миролюбия, используемая при вхождении в стаю — вздёрнутый клюв в сочетании со спокойным состоянием оперения. Напротив, опущенный клюв, взъерошенные перья на голове и затылке, полураскрытые вибрирующие крылья — признак агрессии по отношению к соседней особи. Другой вариант угрожающей позы — горизонтальное положение туловища с вытянутым клювом, иногда усиленное пучками приподнятых перьев по всему телу, приподнятым хвостом и крыльями. Если объект доминирования не отступает, обычно следует физическая стычка. На кормёжке, особенно далеко за пределами гнездового участка, где смешиваются птицы из разных сообществ, социальная иерархия выражена значительно слабее либо не проявляется вовсе.
Помимо социальной иерархии, для галок характерны и коллективные действия оборонительного характера. В книге «Кольцо царя Соломона» (1952) австрийский учёный, лауреат Нобелевской премии по физиологии и медицине Конрад Лоренц рассказывает о своём опыте наблюдения за галками, которые жили на чердаке его дома. Птицы, обычно дружелюбные, проявляли дружную и неожиданную агрессию, если учёный держал при себе какой-нибудь небольшой предмет чёрного цвета, который мог напомнить им птенца. Они также нападали на хозяина, когда он брал в руки другую птицу. С другой стороны, эти птицы не обладают врождённой реакцией на опасных для них хищников и часто гибнут, подпуская к себе на близкое расстояние кошку или дворовую собаку.
Издавна люди обращали внимание на своеобразный интеллект врановых птиц, в том числе на долговременную память и способность к обучению вследствие приобретённого опыта. Один из примеров подражания, благодаря которому птицы получили доступ к труднодоступному корму, приводит в своей книге «Говорящие птицы» (1981) известный биолог, профессор Иван Заянчковский. В сильный мороз птицы концентрировались вокруг свинарника, но внутрь попасть не могли: единственный лаз, которым пользовались свиньи, прикрывался шторкой. Одна из птиц случайно попала внутрь, зацепившись на спине животного; после чего аналогичный способ начали применять и другие члены стаи. Птица способна запоминать лица людей и адекватно реагировать на их приближение в соответствии с личным опытом.

### Питание

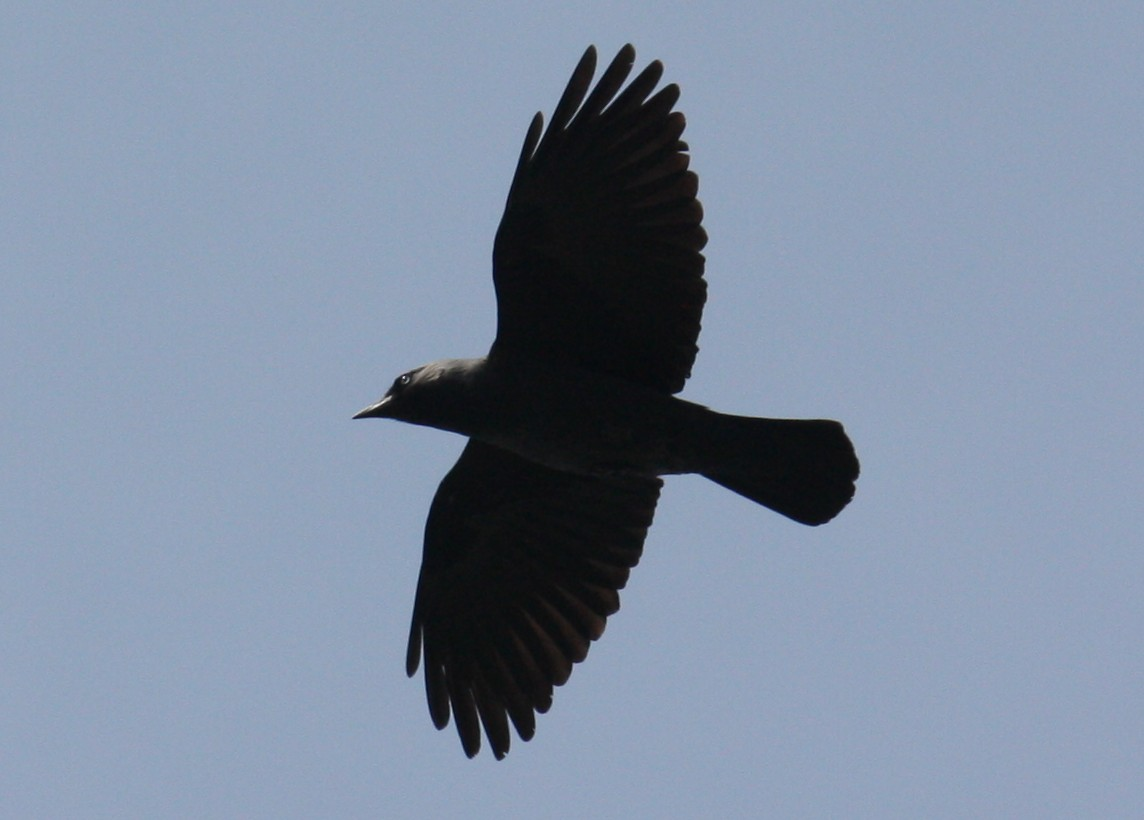
Галка в полёте

Как и другие птицы семейства, галка всеядна. В период размножения преобладают животные корма, в остальное время — растительные. Летом в основном ловит небольших (до 18 мм) беспозвоночных: жуков (майских, листоедов, жужелиц, долгоносиков и пр.), личинок мух и бабочек, кузнечиков, муравьёв, дождевых червей, улиток, пауков. Время от времени добывает и более крупную добычу: мелких грызунов, ящериц, летучих мышей. Птица не только ловит живую добычу, но и подбирает сбитых автомобилями животных. С другой стороны, в сравнении с другими синантропными воронами галка меньше интересуется падалью. Локально существенный процент добычи могут занимать яйца и выводки других птиц: полевого жаворонка, тонкоклювой кайры, тупика, малого буревестника, кольчатой горлицы и даже серой цапли.
Растительная пища включает в себя семена различных растений, в том числе культивируемых (пшеница, ячмень, овёс, чечевица, горошек, горох), жёлуди, ягоды. Птица охотно кормится пищевыми отбросами. Результаты одного исследования показывают, что вне сезона размножения пища растительного происхождения может занимать до 84 % от её общего объёма.
Корм добывает на открытой местности на поверхности земли, редко на деревьях. Время от времени переворачивает комки земли и мелкие предметы, погружает клюв в мягкий грунт, роется в навозных кучах (способность исследовать природный мусор развита выше, чем у других ворон). В поисках насекомых-паразитов взбирается на спины овец и других домашних животных. В населённых пунктах кормится в скверах, садах, по обочинам дорог, возле мусоросборников; за их пределами в лугах, полях, огородах. На городских улицах активна в основном в ранние утренние часы, когда вокруг мало людей; позднее вылетает на окраины и в долины водоёмов, где добывает корм. Исследование содержимого желудков в южной Испании показало наличие в них сгустков диоксида кремния и карбоната кальция, что, как и мелкие камушки, способствует лучшему перетиранию и перевариванию пищи.

### Размножение

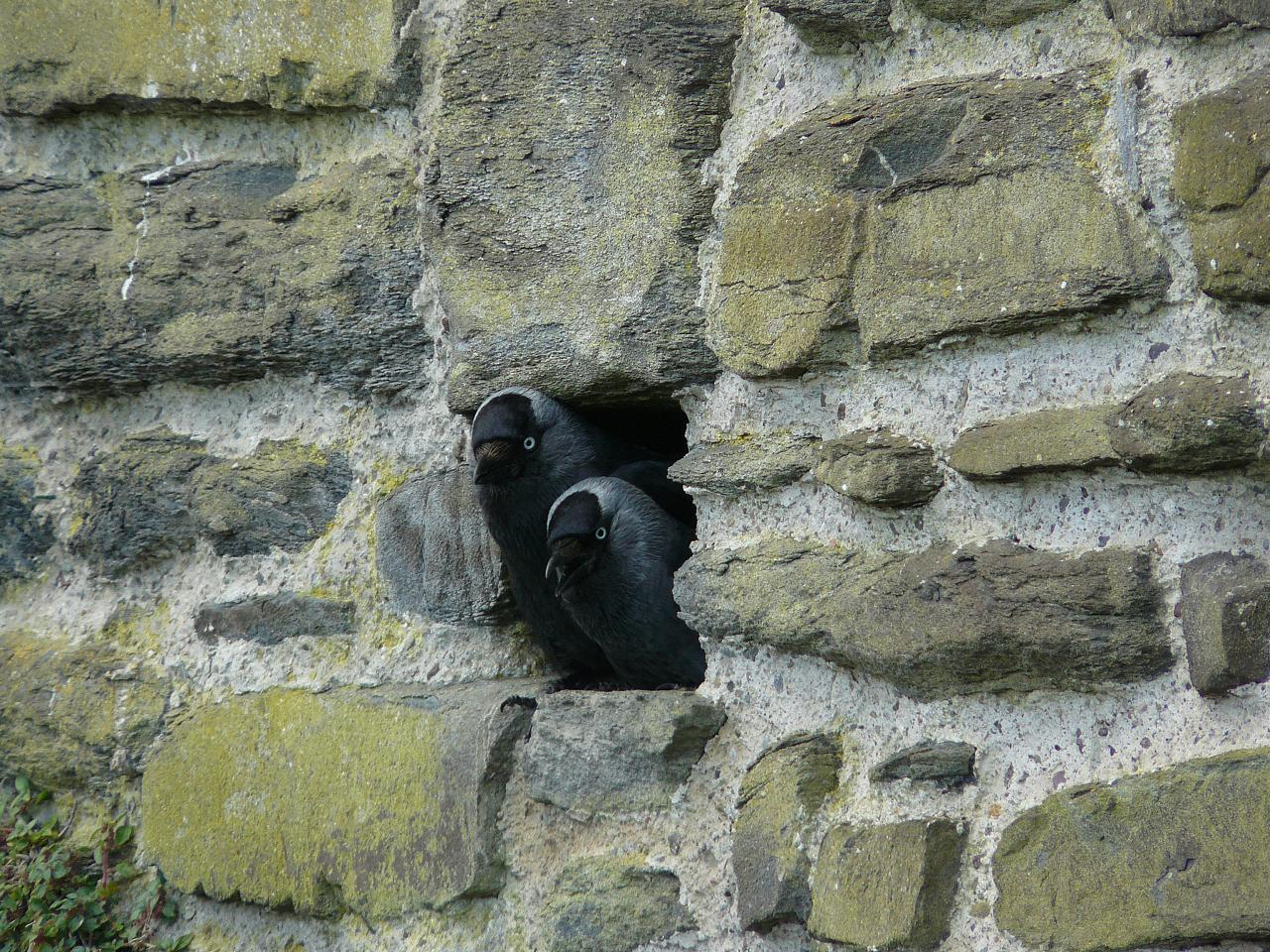
Гнездо в нише каменной стены

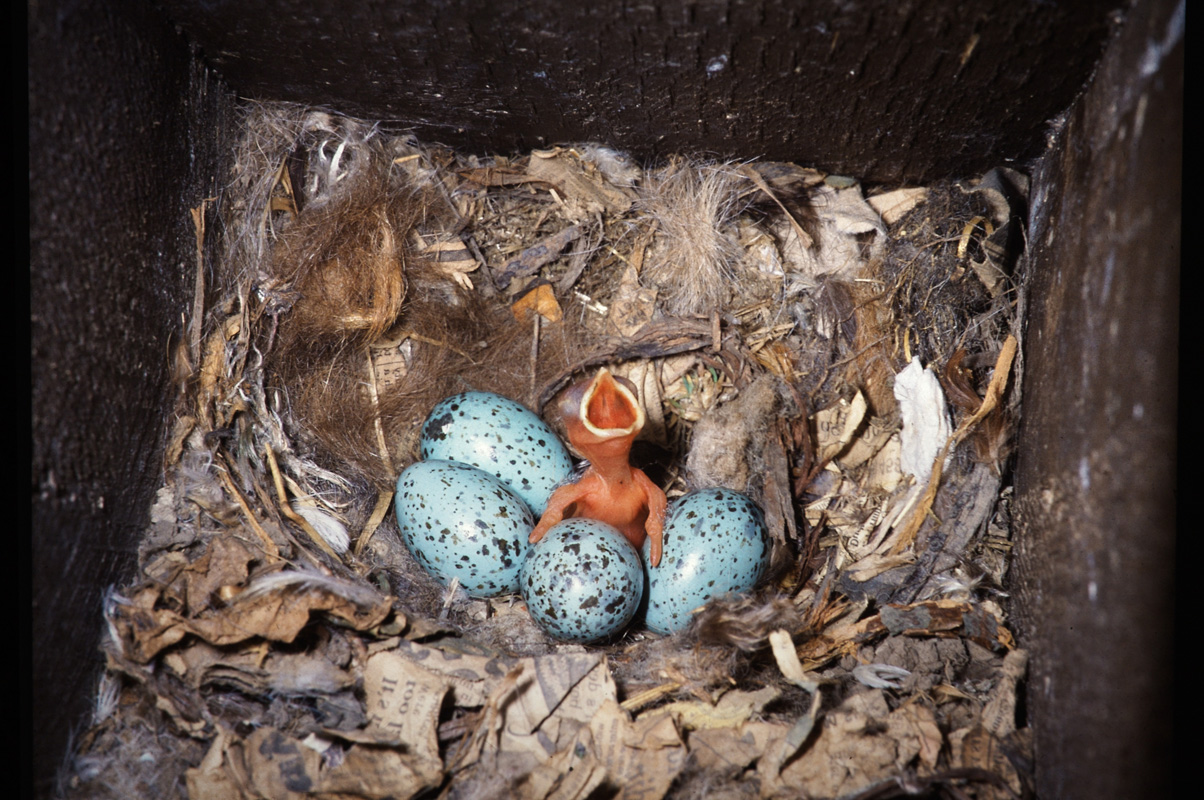
Выводок изнутри гнезда. Видны обрывки бумаги

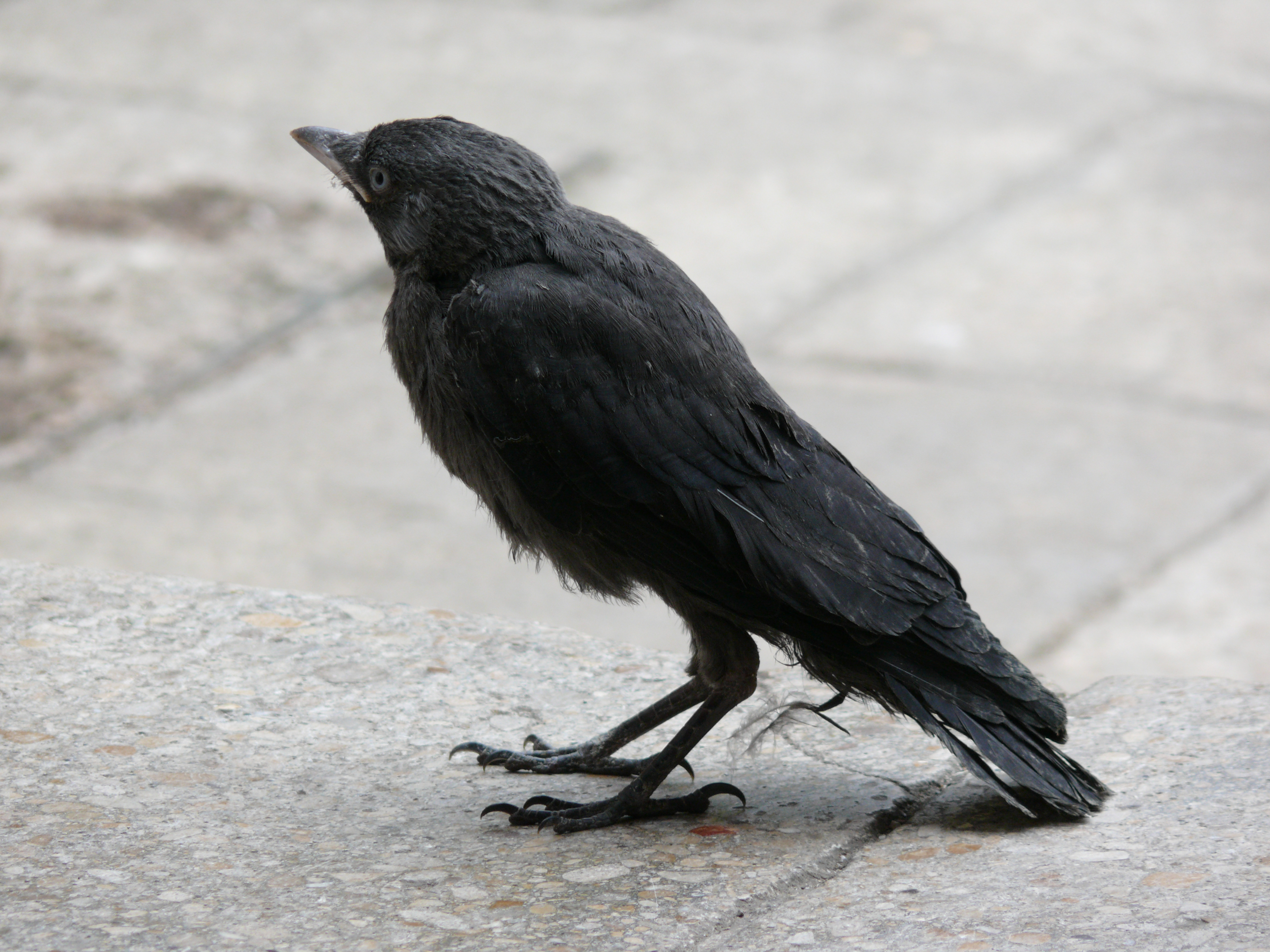
Слёток

Половая зрелость, как правило, наступает в возрасте двух лет, при этом отдельные особи могут найти партнёра уже к исходу первого года жизни. Моногамна. Сформировавшиеся пары ещё могут распасться в первые полгода, однако затем сохраняются в течение жизни обеих птиц. Это подтверждают также и генетические исследования, которые показывают отсутствие смены партнёра даже в случае многократной гибели кладок. Оставшаяся после гибели партнёра птица неспособна самостоятельно выкормить потомство и обычно бросает гнездо и покидает окружающую его территорию.
Гнездится обособленными парами или колониями от двух-трёх до нескольких десятков пар, иногда совместно с другими стайными птицами: грачами, голубями, кобчиками, пустельгами. Сроки размножения варьируют не только по широте, но и год от года: в раннюю весну галки откладывают яйца уже в первой половине апреля после исчезновения снежного покрова, в случае затяжных холодов и на северной периферии ареала — только в мае. Для гнезда использует разнообразные ниши от песчаных нор в обрывах, скалистых трещин и древесных дупел до чердаков, дымоходов и других труднодоступных или малопосещаемых пустот в антропогенных ландшафтах. Время от времени занимают норы сизоворонки, зайца, старые гнёзда желны, клинтуха, грача, сороки, ворон. Строят гнездо обе птицы пары, которые в качестве основного строительного материала используют тонкие прутики и стебельки трав, иногда скрепляя их конским навозом. На дне гнездовой постройки имеется подстилка из обрывков шерсти, растительной ветоши, перьев, бумаги, тряпочек.
Количество яиц в кладке варьирует от трёх до восьми, в большинстве случаев от четырёх до шести. Бывает, что только что построенное гнездо полностью закупоривает дымоход и кладка гибнет. В этом случае самка откладывает повторно, при необходимости отстраивая новое гнездо. Окраска яиц более светлая, чем у других ворон: общий фон скорлупы голубовато-зелёный, поверхностный мелкий крап, более многочисленный на тупом конце, зеленовато-бурый. Размеры яиц 32—39 × 23—26 мм. Насиживает самка 17—19 (при неблагоприятных погодных условиях до 23) дней; самец приносит ей корм в подъязычном мешке. Только что появившиеся на свет птенцы покрыты редким дымчато-серым пухом, слепые, выхаживаются обоими родителями. Гнездо покидают в возрасте 28—32 дней, летать начинают на 35—37-й день. Британский орнитолог Стэнли Крэмп указывает на то, что взрослые ещё около четырёх недель после вылета птенцов продолжают их подкармливать. При обычных погодных условиях лётных птенцов в средней полосе можно увидеть в середине июня. Вскоре после вылета семейные группы перемещаются на поля, луга и окраины населённых пунктов, где смешиваются с другими аналогичными группами в стаи и переходят на кочевой образ жизни. Продолжительность жизни до 14 лет.

## Птица и человек

### В культуре
Галка издревле известна человеку, о чём свидетельствуют многочисленные письменные источники. Будучи общественной птицей, она обладает природной говорливостью, на что неоднократно обращают внимание авторы. Например, хорошо известен античный афоризм «Тогда лебеди запоют, когда галки умолкнут» (лат. «Tunc canent cygni, cum tacebunt graculi»), дошедший до нас из работ Эразма Роттердамского (1466—1536). В своём списке античных пословиц и поговорок учёный утверждал, что указанная фраза встречается в письмах и произведениях Григория Богослова, Цицерона, Вергилия и Горация. По утверждению Эразма Роттердамского, смысл фразы состоит в том, что образованному человеку следует помолчать, пока не выскажутся болтуны. Общительность птицы нашла свой образ также и в памятнике древнерусской литературы «Слово о полку Игореве» (около 1185 года), где она упоминается трижды, в частности:
Вороны над пашнями кружились,

На убитых с криками садились,

Да слетались галки на беседу,

Собираясь стаями к обеду…
В «Словаре греческих птиц», изданной издательством Оксфордского университета в 1895 году, приведён пример из античного поверья, согласно которому галку можно поймать с помощью миски с маслом: обладая природным нарциссизмом, она свалится в чашу, увидев своё отображение на зеркальной поверхности. В «Любовных элегиях» Овидия птица — предвестница дождя:
Ястреб прожорливый жив, и кругами высоко парящий

Коршун, и галка жива, что накликает дожди…

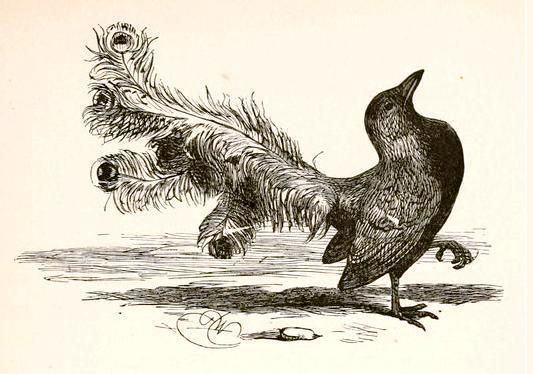
Иллюстрация к басне Эзопа «Галка и птицы». Автор — английский художник Харрисон Вейр (1881)

Ряд литературных произведений подчёркивают вороватый характер галки, подобно родственной ей «сороке-воровке». Подобная характеристика встречается ещё у Эзопа в басне «Галка и птицы». Это поучительное произведение рассказывает о том, как некрасивая галка, желая стать царём среди птиц, украсила себя чужими перьями и в таком наряде предстала перед Зевсом. Верховный бог уже было выбрал её, но другие пернатые возмутились и раскрыли обман, содрав с воровки её одеяние. В «Опере нищего» (1727) английского драматурга Джона Гея человеческая жадность сравнивается с повадками птицы: «алчный человек — вроде галки: тащит всё, что нужно и ненужно, лишь бы припрятать». То же сравнение можно найти в романе «Путешествие Хамфри Клинкера» (1771) другого британского классика Тобайаса Смоллетта: «он груб, как боров, жаден, как ястреб, и вороват, как галка». Галка появляется в «Метаморфозах» Овидия — в этом произведении в галку превратилась принцесса Арне Сифн, продавшая свою страну критскому царю Миносу.
Легенда о страсти галки к драгоценностям и блестящим вещам ярко проявилась в «Легендах Инголдсби», опубликованных в Англии в 1837 году. Героиня шутливо-ироничной поэмы «Реймская галка» (англ. Jackdaw of Rheims) из этого сборника во время пира тайно стащила у кардинала золотой перстень с бирюзовым камнем. Желая найти вора, священнослужитель громогласно предал его имя анафеме, однако никто из присутствующих не почувствовал недомогание. Пропажа нашлась на следующий день на колокольне после того, как взору искателей предстала хромая и обессиленная птица. С виновницы не только сняли проклятье, но и причислили её к лику святых.
Галка изображена в гласных гербах Галиции и Галича. По одной из версий, которой придерживался канадский лингвист украинского происхождения Ярослав-Богдан Рудницкий, название как исторической области, так и города происходит от местного названия птицы. От чешского названия галки kavka произошла фамилия Франца Кафки. Её изображение с приподнятым хвостом часто использовал отец писателя Герман Кафка, торговавший галантерейными товарами. В частности, рисунок имелся на фирменных конвертах и торговой вывеске коммерсанта.
Птенцы галки при правильном кормлении легко приручаются, становятся совсем домашними, повсюду сопровождают своих хозяев и других членов семьи, пытаются имитировать человеческую речь. Эту особенность подметил детский писатель Эдуард Успенский, включив говорящего галчонка по кличке Хватайка в свою повесть «Дядя Фёдор, пёс и кот». В книге галчонок сначала тащит все вещи на шкаф (спички, ложку, будильник), а повзрослев, приносит с улицы в дом (ключ, зажигалку, детскую формочку, соску). В 1978—1984 годах по мотивам повести была выпущена мультипликационная трилогия об обитателях деревни Простоквашино, в которую вошёл ставший крылатым диалог галчонка и почтальона: «Кто там?» — «Это я, почтальон Печкин». Галок по всей видимости содержали в доме ещё в древности: в эзоповской басне «Галка-беглянка» птица решила сбежать от приютивших её людей, но запуталась в привязанной к ноге верёвке и погибла.
Известно несколько суеверных примет, связанных с галкой. Встретить одинокую птицу, особенно слева от себя — плохой знак, подобно переходящей дорогу чёрной кошке. Слетающая с печной трубы галка может предсказать близкую смерть. Если птица поздно возвращается в гнездо с кормёжки — жди ненастной погоды, а если с криком летает вокруг дома — дождь неизбежен.

### Преследование
В средневековой Англии после неурожайных лет галки подвергались преследованию, в частности из-за любви к вишням. В 1532 году во времена царствования Генриха VIII правительство Уайтхолла выпустило декрет (англ. Vermin Act), согласно которому галки, а также вороны и грачи объявлялись вредителями сельского хозяйства и подлежали уничтожению. Аналогичный, но ещё более суровый «Указ о сохранении зерна» (англ. Act for the Preservation of Grayne) издала королева Елизавета I в 1566 году, после которого птицы массово истреблялись по всей стране. Автор «Жизни животных» (книга издана в 1863—1869 годах) Альфред Брем, известный склонностью приписывать животным различные человеческие качества, описывает галку в положительном свете, называя её «весёлой, живой, ловкой и умной птицей». Автор сомневается в приносимом ею вреде и, напротив, считает галку скорее полезной.

## Подвиды

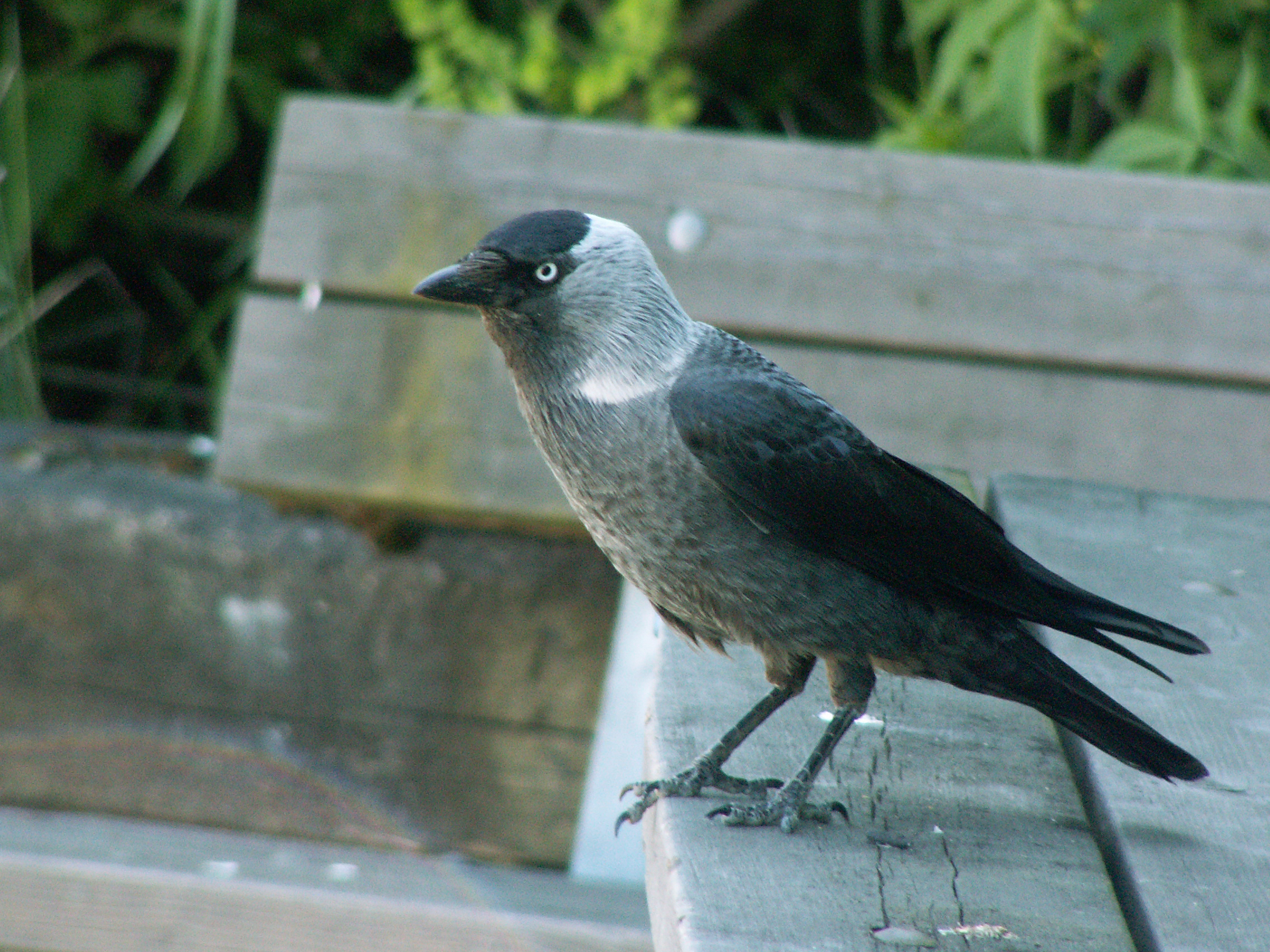
Номинативный подвид с белёсым полем по бокам шеи

Современные авторы выделяют 3 или 4 подвида галки, отличающиеся деталями окраски и незначительно размерами. На границе участков имеются зоны, где птицы обладают промежуточными характеристиками смежных рас. Например, в Европе такая зона проходит через Финляндию, Прибалтику, восточную Польшу, Румынию и Хорватию. Нижеследующий список подвидов приведён согласно изданию «Handbook of the Birds of the World» и данным Международного союза орнитологов.
- Corvus monedula monedula (Linnaeus, 1758), номинативный подвид. Область распространения ограничена Скандинавией. Наиболее характерный признак: светло-серое, белёсое пятно на затылке и по бокам шеи. Лоб по контрасту чёрный с небольшим синеватым блеском[27].
- Corvus monedula spermologus (Vieillot, 1817). Западная и Центральная Европа к востоку до восточной Германии, Польши, Карпатских гор, северо-западной Румынии, Воеводины и Словении[107]. Наиболее тёмная раса: передняя часть головы и щёки почти чёрные, светлое пятно сзади если и проявляется, то только в виде узкой и размытой беловатой полосы в основании шеи[27]. Название — комбинация двух греческих слов: σπέρμα (семя) и λόγος (собирать)[108].
- Corvus monedula soemmerringii (Fischer, 1811). Европа восточнее C. m. spermologus, Передняя и Средняя Азия, Сибирь до восточных границ ареала. В ряде работ объединяется с номинативным подвидом[24], отличаясь от него более тёмной (но не такой тёмной, как у spermologus) окраской тела. Светлый ошейник аналогичен ошейнику номинативной расы. Назван в честь немецкого анатома и физиолога Самуэля Зёммеринга[109].
- Corvus monedula cirtensis Rothschild & Hartert, 1912. Северо-восточный Алжир. Окраска монотонная шиферно-серая, более тусклая в сравнении с другими подвидами[27]. Название — от названия столицы Нумидийского царства Цирта[110].

## Комментарии
1. ↑  Поверье о любви некоторых врановых птиц, в частности галки и сороки, к драгоценностям и блестящим вещам сохранилось до нашего времени, хоть и не подтверждается биологами.
2. ↑  Принадлежность галки к роду воронов (Corvus) является предметом дискуссии, см раздел «Систематика».
3. ↑  Перевод с латинского С. В. Шервинского.
4. ↑  Галка является героиней нескольких басен Эзопа: «Орёл, галка и пастух», «Галка и голуби», «Павлин и галка», «Галка и птицы», «Галка и лисица», «Галка и вороны» и «Галка-беглянка».
5. ↑  В оригинале: англ. A covetous fellow, like a jackdaw, steals what he was never made to enjoy, for the sake of hiding it, перевод П. В. Мелковой.
6. ↑  В оригинале: англ. he is ungracious as a hog, greedy as a vulture, and thievish as a jackdaw, перевод А. В. Кривцовой.
7. ↑  Произведение подписано псевдонимом «Томас Инголдсби», которым пользовался английский священник Ричард Бархэм (1788—1845).